# لويس لي قروس
لويس لي قروس (بالفرنسية: Louis Le Gros)‏ هو سياسي سنغالي وفرنسي، ولد في 31 ديسمبر 1893، وتوفي في 10 سبتمبر 1969. انتخب عضو مجلس الشيوخ في الجمهورية الرابعة.